# Svetly (oblast Kaliningrad)
Svetly (Russisch: Све́тлый; Duits: Zimmerbude; Litouws: Cimerbūdė) is een stad in de oblast Kaliningrad, aan de kust van de Wislahaf in het uiterste westen van Rusland. De stad ligt 30 km ten westen van de deelhoofdstad Kaliningrad. In 2006 had de plaats 21.805 inwoners.
De stad werd in 1640 gesticht als Zimmerbude en maakte tot 1945 deel uit van Oost-Pruisen. In 1947 werd de naam veranderd in Svetly (Svetly betekent 'licht' in het Russisch) en in 1955 verwierf het de stadsstatus.

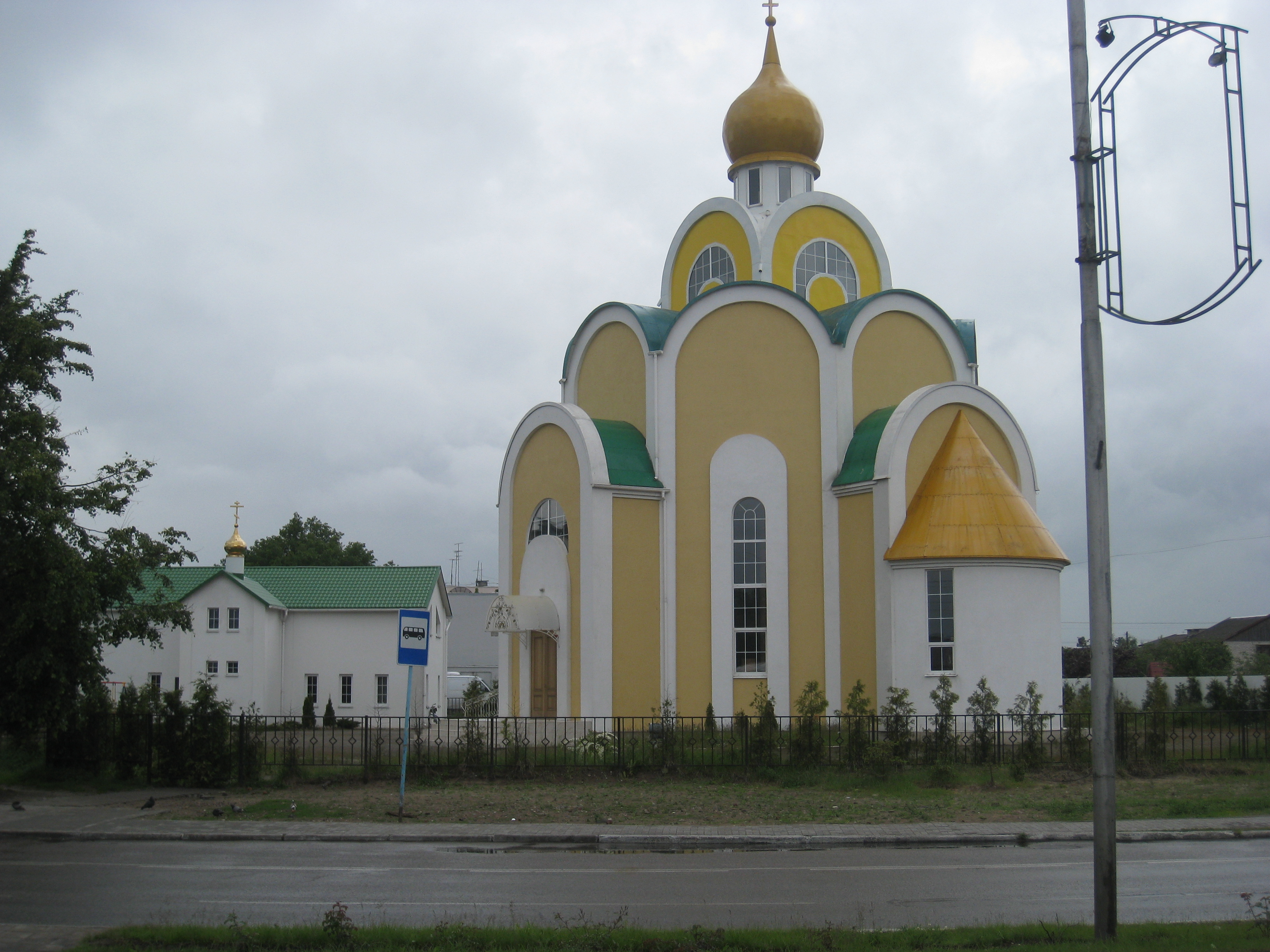
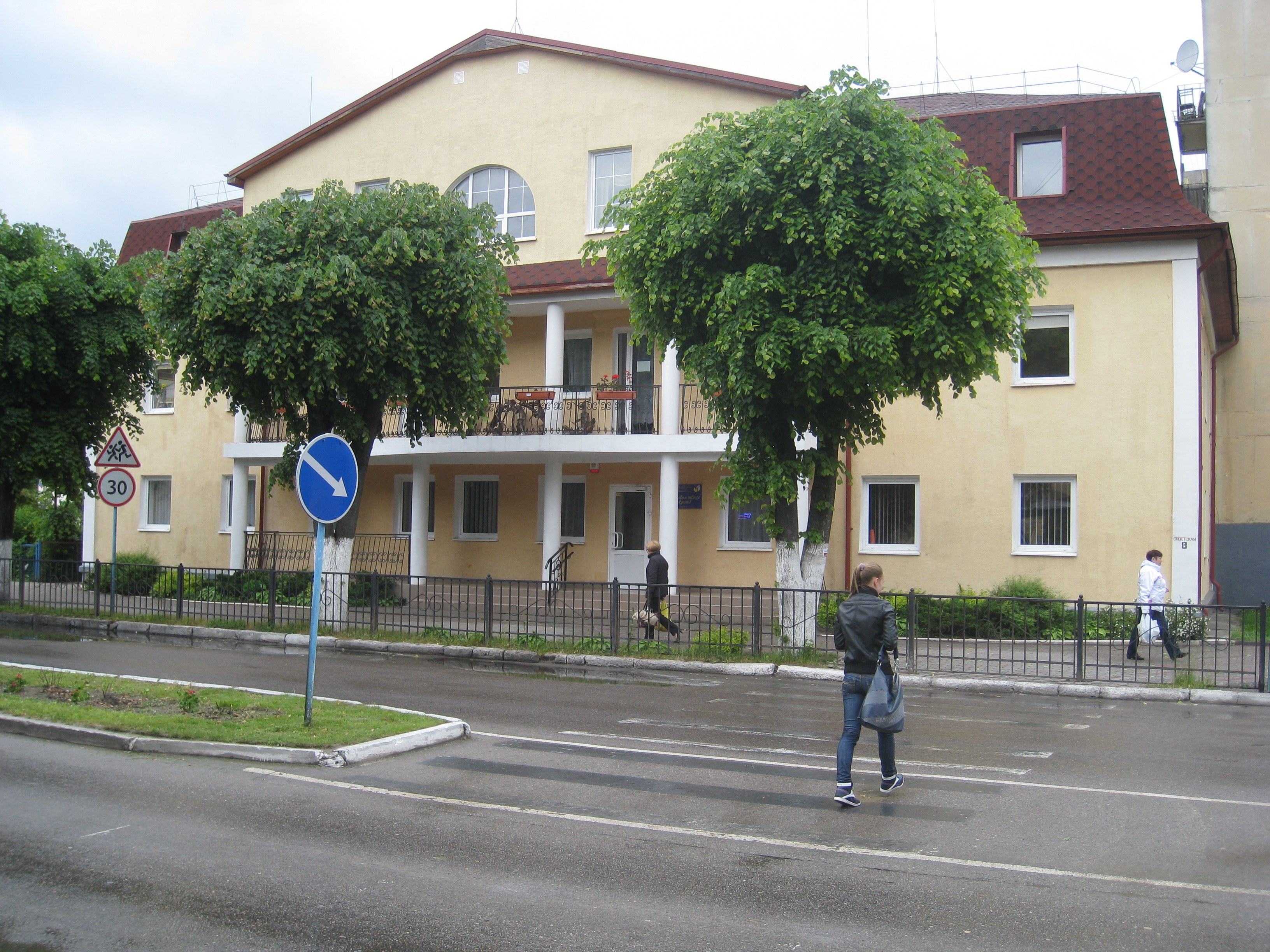

Bestuurlijk centrum: Kaliningrad

Bagrationovsk · Baltiejsk · Goerjevsk · Goesev · Gvardejsk · Krasnoznamensk · Ladoesjkin · Lozovoje · Mamonovo · Neman · Nesterov · Ozjorsk · Pionerski · Polessk · Pravdinsk · Slavsk · Sovjetsk · Svetlogorsk · Svetly · Tsjernjachovsk · Vesjoloje · Zelenogradsk